# Екатеринбургский 37-й пехотный полк
37-й пехотный Екатеринбургский полк — пехотная воинская часть Русской императорской армии.
- Полковой праздник — день Св. Троицы.
- Старшинство — 29.11.1796

## Формирование и кампании полка
29 ноября 1796 года из 5-го и 6-го Сибирских полевых батальонов, образованных в 1786 году в Екатеринбурге, был сформирован Екатеринбургский мушкетёрский полк в составе двух батальонов по шесть рот в каждом.
31 октября 1798 года полк назван по имени своего шефа мушкетёрским генерал-майора Певцова полком; 31 марта 1801 года вновь назван Екатеринбургским мушкетёрским; 30 апреля 1802 года приведён в состав трёх батальонов по четыре роты в каждом.
В период Наполеоновских войн полк вёл активную боевую деятельность.
С началом нападения французских войск на Россию 11 июня 1812 года, полк отходил через Вильно, Дриссу, Полоцк и 13 июля занял позиции у местечка Островно, где и принял свой первый бой.
26 августа 1812 года на Бородинском поле полк занял позиции позади и левее Курганной батареи, где отбивал атаки французов и понёс тяжёлые потери. В этот день полк потерял убитыми 2 офицеров, 2 унтер-офицеров, 54 солдата; пропали без вести 241 солдат.
В октябре 1813 года полк сражался в «Битве народов» под Лейпцигом. Овладел деревней Нихрихтерей у Галльской заставы. После ожесточённого боя с французами ворвался в Галльское предместье Лейпцига. Продвигаясь по городу, полк вышел к предместью Розенталь и захватил городские ворота Ранштедт. Под угрозой прорыва Екатеринбургского полка по мосту через реку Эльстер в центр города, французы в панике поспешно взорвали мост, и в окружении оказались более 20 тысяч французских солдат. Сильным ружейным огнём Екатеринбургский полк заставил французов отвести свои батареи от берега и по сохранившимся балкам моста форсировал реку. Полк первым ворвался в Лейпциг, захватив 59 орудий.
Осенью 1813 — зимой 1814 годов полк принимал участие во взятии городов Кассель, Кобленц, Майнц, Реймс.
18 марта 1814 года полк наступал на Париж со стороны Клиши и Сен-Дени. 30 марта 1814 года полк овладел горой у Клиньякура и дорогой из Сент-Уэна, затем ворвался на вершину Монмартра.
Полк также принимал участие в русско-турецкой войне 1827—28 годов.
9 мая 1830 г. первые два батальона Екатеринбургского полка наименованы действующими, а 3-й — резервным. 28 января 1833 г. полк, с присоединёнными к нему батальонами: 1-м и резервным от 33-го егерского полка и 1-м батальоном от старого Крымского пехотного полка, приведён в состав четырёх батальонов действующих с одной нестроевой ротой и двух батальонов резервных с двумя нестроевыми отделениями. 28 февраля 1834 г. упразднён 6-й резервный батальон, а в 1842 г. — и 5-й резервный батальон.
С началом Восточной войны 1853—1856 годов Екатеринбургский полк вошёл в состав войск, занявших Молдавию и Валахию, и затем находился в отряде генерала Бельгарда. В октябре 1854 года полк вошёл в состав Севастопольского гарнизона, где наиболее отличился в Инкерманском сражении 24 октября, когда после лихой атаки на бригаду Кодрингтона, 2-й и 4-й батальоны Екатеринбургского полка ворвались в английский лагерь, налетели на батарею и заклепали на ней четыре орудия; в ходе сражения был смертельно ранен командир полка полковник П. В. Уважнов-Александров.
Цитата из письма вел. кн. Николая Николаевича к брату, наследнику престола:

«После дела, когда вернулись из Севастополя, мы зашли к князю, и он был опять ужасно упавши духом и опять повторил, что войско не дралось; тогда я осмелился сказать князю: „Ваша светлость, вы с войском сегодня не говорили, а мы ходили по батальонам и с ними разговаривали, так весело было их слышать, в каком были духе“. Точно, они не были, а сделались зверями после штыковой работы, и я видел в знаменных взводах Екатеринбургского полка, 1-го батальона, множество штыков в крови, и все навесились английскою амунициею, а офицеры взяли их штуцера и патроны и ими сами действовали».

«Как очевидец этого дела, я сохраню во всю жизнь мою впечатление, вынесенное мною в те страшные минуты… Кто не вспомнит… потрясающий подвиг стрелка (2-го батальона Екатеринбургского полка. — Е. Т.) рядового Поленова, который, истощив в борьбе с неприятелем последние силы, чтобы не отдаться в плен, бросился с крутой скалы и разбился».

Из других дел, выпавших на долю Екатеринбургского полка, более известны отбитие 12 апреля 1855 года французской атаки на редут Шварца и отбитие 27 августа того же года штурма французской колонны на Чесменский редут. 23 августа 1856 года полк приведён в состав трёх действующих батальонов с двумя стрелковыми ротами, а 4-й батальон отчислен в резервные войска.
20 мая 1857 года шефом полка был назначен великий князь Алексей Александрович, имя которого полк носил до 15 ноября 1908 года. 25 марта 1864 года полку присвоен № 37. 7 апреля 1879 года в полку сформирован 4-й батальон из стрелковых рот и 16-й вновь сформированной роты.
В Русско-турецкой войне 1877—1878 годов полк принимал участие на кавказском фронте.
В Первую мировую войну полк отличился при проведении Нарочской операции 1916. В июле 1916 г. действовал на Волыни.

## Места дислокации
- В 1820 году — м. Смотрич[4]. Полк входил в состав 17-й пехотной дивизии.
- В 1857-1863 годах — г. Венёв Тульской губернии
- В 1910-1914 годах — г. Нижний Новгород

## Знаки отличия полка
- Георгиевское знамя с Александровской юбилейной лентой с надписью «За отличие в 1814 г. против французов и за Севастополь в 1854 и 1855 гг.» и «1796—1896»
- Серебряная труба «За взятие Монмартра 30 августа 1814 г.», пожалованная 33-му егерскому полку. Надпись на знамени находилась сначала на знамени 3-го батальона Екатеринбургского полка, как бывшего 1-го батальона 33-го егерского полка, и была пожалована ему взамен серебряных труб, которые 33-й полк получил в 1814 г., хотя эти трубы также остались в Екатеринбургском полку. Впоследствии надпись перенесена на полковое знамя.

Нагрудный знак:

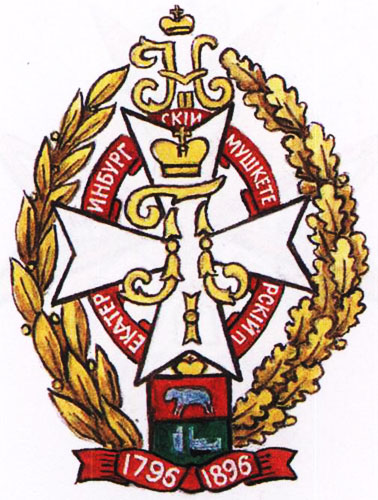
1910 г.

Белый Мальтийский крест, на который положен золотой вензель (под короной) Императора Павла I. Под крестом сложенная венком эмалевая лента (красная или голубая) с надписью: «Екатеринбургский мушкетерский п.» Крест лежит на золотом венке из лавровых и дубовых листьев, в голове которого золотой вензель Императора Николая II. Под крестом герб Екатеринбурга под золотой короной (наверху, в красном поле, серебряный медведь, а внизу, на зеленом, серебряные печь и шахта). Под гербом лента с юбилейными датами: «1796-1896»

## Шефы полка
- 03.12.1796 — 03.03.1798 — генерал-майор (с 28.12.1797 генерал-лейтенант) Боувер, Яков Васильевич
- 03.03.1798 — 04.03.1798 — генерал-майор Куприянов, Аника Фёдорович
- 04.03.1798 — 18.03.1798 — генерал-майор князь Горчаков, Алексей Иванович
- 18.03.1798 — 31.10.1808 — генерал-майор (с 08.02.1800 генерал-лейтенант) Певцов, Аггей Степанович
- 02.02.1809 — 18.03.1810 — полковник Юшков, Павел Степанович
- 18.03.1810 — 12.06.1812 — полковник Палибин, Пётр Игнатьевич
- 12.06.1812 — 01.09.1814 — генерал-майор князь Гурьялов, Иван Степанович
- 20.05.1857 — 15.11.1908 — великий князь Алексей Александрович.

## Командиры полка
(Командующий в дореволюционной терминологии означал временно исполняющего обязанности начальника или командира).
- 29.11.1796 — 02.12.1797 — полковник Кропотов, Гавриил Алексеевич
- 02.12.1797 — 20.08.1798 — полковник Маркловский, Александр Осипович
- 12.09.1799 — 11.11.1802 — майор (с 27.05.1800 подполковник) князь Мышецкий, Иван Семёнович
- 11.11.1802 — 17.12.1802 — полковник Зубов, Николай Петрович
- 17.12.1802 — 27.07.1808 — подполковник князь Мышецкий, Иван Семёнович
- 31.10.1808 — 21.09.1810 — подполковник Степанов, Михаил Кириллович
- 21.09.1810 — 29.03.1811 — подполковник Коренев, Александр Николаевич
- 13.08.1812 — 01.06.1815 — майор Богданович, Василий Иванович (из-за ранения Богдановича в 1813 году полком некоторое время командовал майор Слепцов)
- 01.06.1815 — 09.01.1816 — подполковник Киндяков, Семён Иванович
- 09.01.1816 — 28.07.1826 — подполковник (с 30.08.1816 полковник) Астафьев, Александр Филиппович
- 01.08.1826 — 25.02.1828 — подполковник Садовников, Павел Афанасьевич
- 25.02.1828 — 07.03.1833 — подполковник (с 07.01.1829 полковник) Говоров 2-й, Александр
- 07.03.1833 — 29.07.1840 — полковник (с 30.08.1839 генерал-майор) Рот, Людвиг Христианович
- 13.09.1840 — 15.08.1847 — полковник (с 07.04.1846 генерал-майор) Рафалович, Карл Матвеевич
- 15.08.1847 — 15.04.1850 — полковник (с 06.12.1849 генерал-майор) Митрино, Михаил Афанасьевич
- 15.04.1850 — 24.10.1854[5] — полковник Уважнов-Александров, Павел Васильевич
- 02.01.1855 — 11.04.1855[6] — командующий подполковник Богеньский, Иван Осипович
- 09.05.1855 — 13.05.1863 — подполковник (с 30.08.1855 полковник) Верёвкин, Владимир Николаевич
- 20.05.1863 — хх.хх.1868 — полковник Герстфельд, Филипп Эдуардович
- хх.хх.1868 — 21.01.1873[7] — полковник Сорока, Пётр Данилович
- 24.01.1873 — 02.03.1873 — полковник Цебриков, Михаил Михайлович
- 02.03.1873 — 14.09.1877 — полковник фон Тальберг, Отто Германович
- 14.09.1877 — 02.05.1882 — полковник Кушакевич, Георгий Александрович
- 02.05.1882 — 30.08.1892 — полковник Болтин, Николай Львович
- 21.09.1892 — 26.07.1895 — полковник Церпицкий, Константин Викентьевич
- 07.08.1895 — 01.12.1902 — полковник Флейшер, Рафаил Николаевич
- 13.01.1903 — 27.02.1906 — полковник Гастев, Иван Матвеевич
- 20.03.1906 — 22.05.1910 — полковник Асмус, Константин Владимирович
- 29.05.1910 — 29.01.1913 — полковник Калачёв, Николай Христофорович
- 23.02.1913 — 18.05.1915 — полковник Мольденгавер, Константин Генрихович
- 18.05.1915 — 24.05.1915 — полковник Ярошевский, Макарий Никитич
- 10.06.1915 — 01.09.1916 — полковник Буров, Пётр Никитич
- 02.09.1916 — 17.05.1917 — полковник Верман, Леонид Ильич
  - 16.12.1916 — 06.01.1917 — вр. ком. полком, полковник Бучинский, Юлиан Юлианович
- 08.06.1917 — после 23.10.1917 — полковник Эльберт, Николай Павлович

## Известные люди, служившие в полку
- Вольнер, Владимир Вячеславович — русский полковник, георгиевский кавалер
- Гусев, Евгений Николаевич (1879—1919) — герой Первой мировой войны, участник Гражданской войны в составе ВСЮР, пионер боевого применения бронеавтомобилей.
- Дьяконов, Михаил Григорьевич — русский и советский оружейник.
- Шильдер-Шульднер, Юрий Иванович — генерал-лейтенант, герой русско-турецкой войны 1877—1878 гг.